# 함 (노르트라인베스트팔렌주)
함(독일어: Hamm)은 독일 서부 노르트라인베스트팔렌주에 있는 도시이다. 인구 181,783명(2010년).
루르 지방의 동쪽, 리페강 연안에 위치한다. 1226년 백작령으로 건설되었다가 흑사병으로 쇠퇴한 후 15세기 한자 동맹에 가입하여 번영하였다. 17세기 30년 전쟁으로 파괴되었다가 18세기에 산업의 발달로 부활하였고 19세기에 철도의 개통으로 크게 발전하였고 주변 강과 운하로도 연결되었다. 루르 지방 탄광 지대의 중심지로 각종 중공업이 발달했으나, 제2차 세계대전으로 다시 크게 파괴되었다. 전쟁 후 복구되었으나, 탄광이 폐쇄되어 어려움을 겪기도 했다.